# Meirchion Meirionydd
Meirchion Meirionydd (Marcianus in latino e Mark in inglese; 435 circa) è stato il primo sovrano del Meirionydd (Galles).
Era figlio del figlio di Cunedda Wledig, Typipion. Quest'ultimo morì alcuni anni prima che Cunedda migrasse a sud dal Manau Gododdin. Toccò quindi a Meirchion combattere al posto del padre contro gli invasori irlandesi. 
Meirchion regnò con saggezza per molti anni ed ebbe tre figli: Cadwaladr, Cadwallon e Bleiddud. La dinastia durò per molti anni, anche se come dipendente del Gwynedd.
| Controllo di autorità | VIAF (EN) 34856738 |